# Tractat sobre la tolerància
El Tractat sobre la tolerància és una obra de François-Marie Arouet, conegut com a Voltaire; la publicà el 1763; i l'escrigué al Castell de Ferney-Voltaire, arran de la mort de l'hugonot Jean Calas, injustament acusat i executat el 10 de març del 1762 pel presumpte assassinat del seu fill. Voltaire defensà la innocència de Jean Calas i considerava que es tractava d'un suïcidi.
En aquesta obra, Voltaire convida a la tolerància entre les religions, i ataca amb duresa el fanatisme religiós, en especial el dels jesuïtes. El filòsof francés havia estudiat de jove en una escola d'aquest orde, en què destacà pel seu enginy i aplicació. Voltaire defensa en aquest tractat la llibertat de cultes i critica les guerres de religió com una pràctica violenta i bàrbara. Sosté que ningú ha de morir per les seues idees, i considera el fanatisme una malaltia que s'ha de combatre i eliminar.
Voltaire acabà el llibre el 2 de gener del 1763, i l'imprimiren els germans Cramer a Ginebra a l'abril del 1763. Després que se'n distribuïssen còpies a destinataris seleccionats, com ara Madame de Pompadour, ministres del consell privat francés, Frederic el Gran, i alguns prínceps alemanys, començà a distribuir-se l'octubre del 1763, i fou prohibit ràpidament. Tanmateix, el llibre va arribar fins al públic, i fou molt popular a París i arreu d'Europa.
El llibre fou inclòs per l'Església catòlica en el seu Índex de Llibres Prohibits el 1766.